# SN 2007ag
SN 2007ag – supernowa typu Ib odkryta 7 marca 2007 roku w galaktyce UGC 5392. W momencie odkrycia miała maksymalną jasność 18,00m.